# Каланхое
Каланхое (Kalanchoe Adans.) — рід трав'янистих сукулентів з родини товстолистих.

## Загальна біоморфологічна характеристика

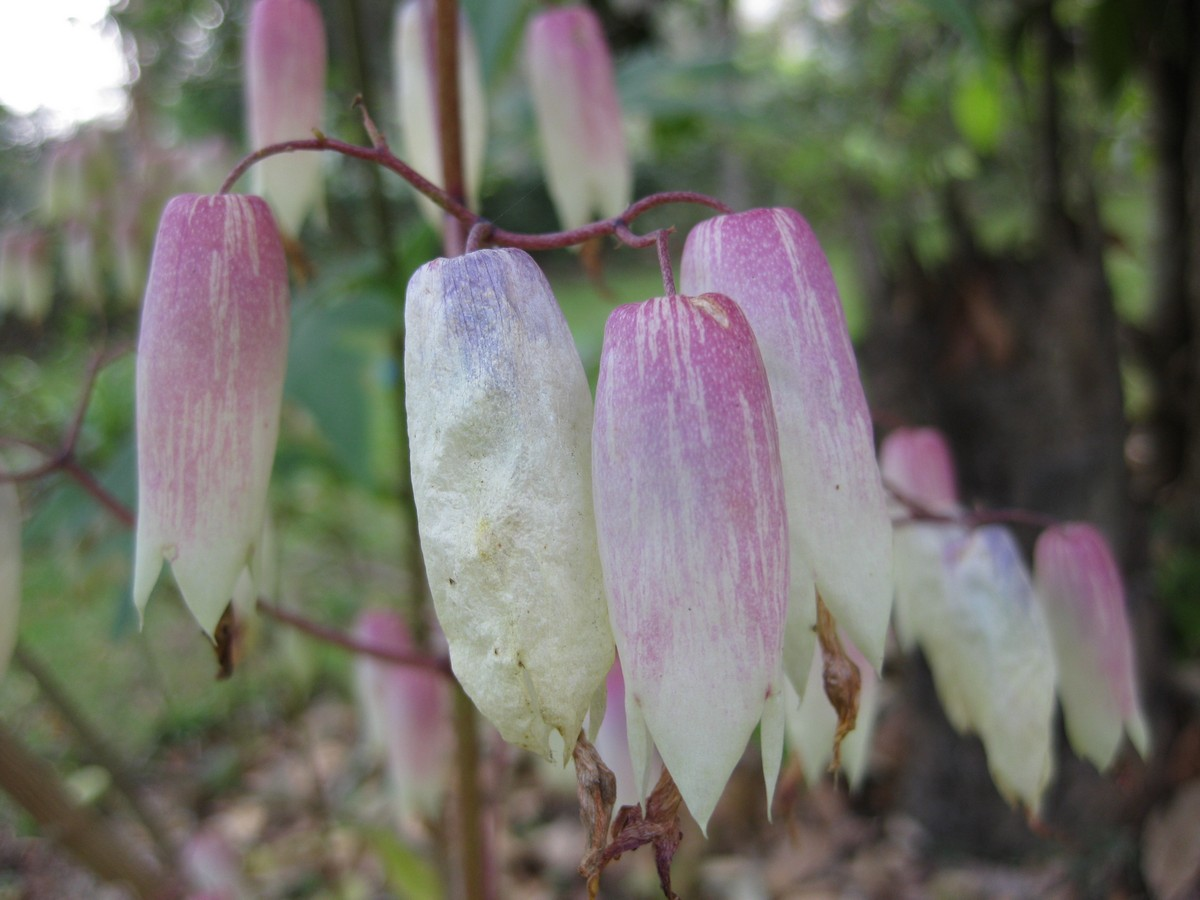
Квітки каланхое пірчастого (Kalanchoe pinnata)

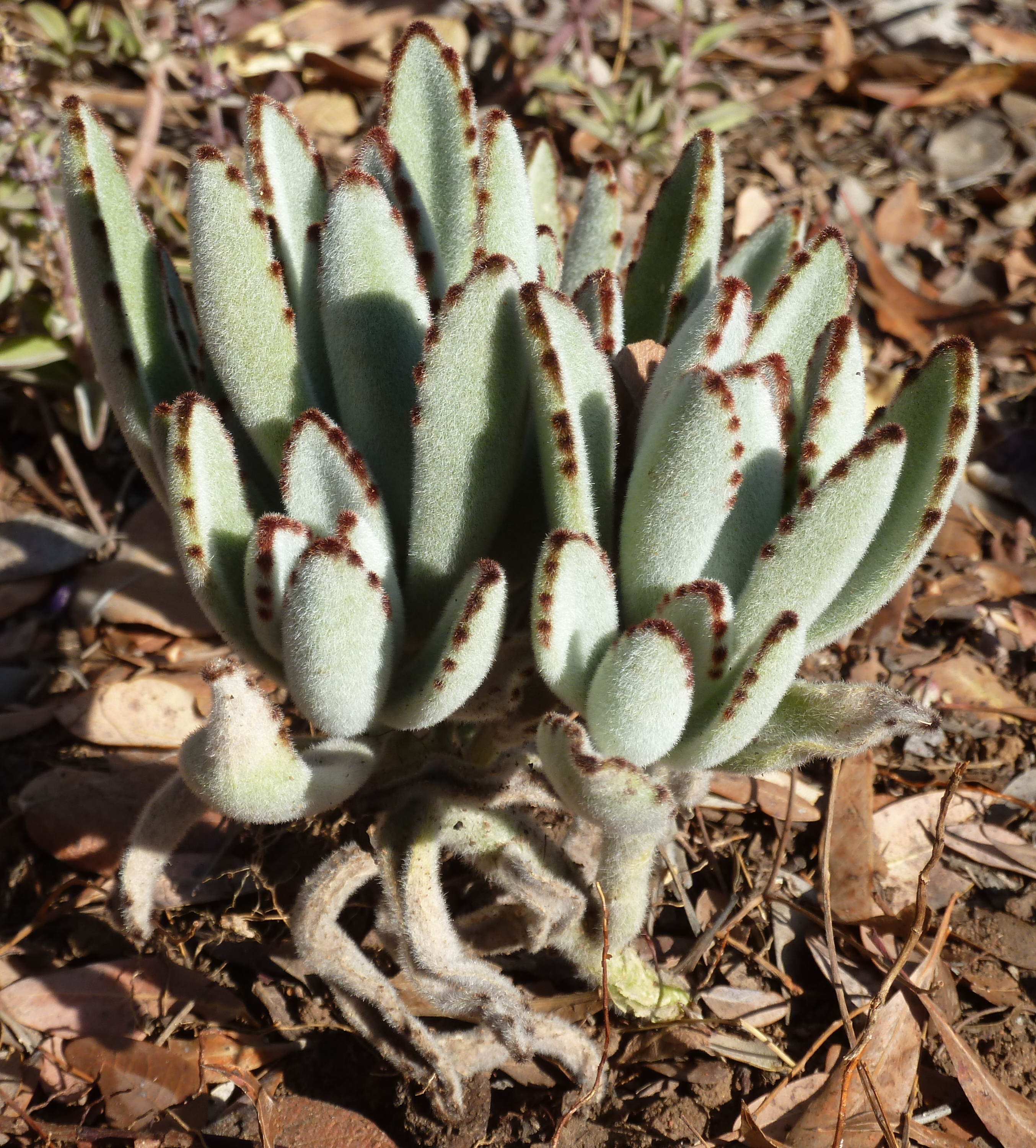
Каланхое повстисте (Kalanchoe pinnata)в скелях Ватерберга, Південна Африка

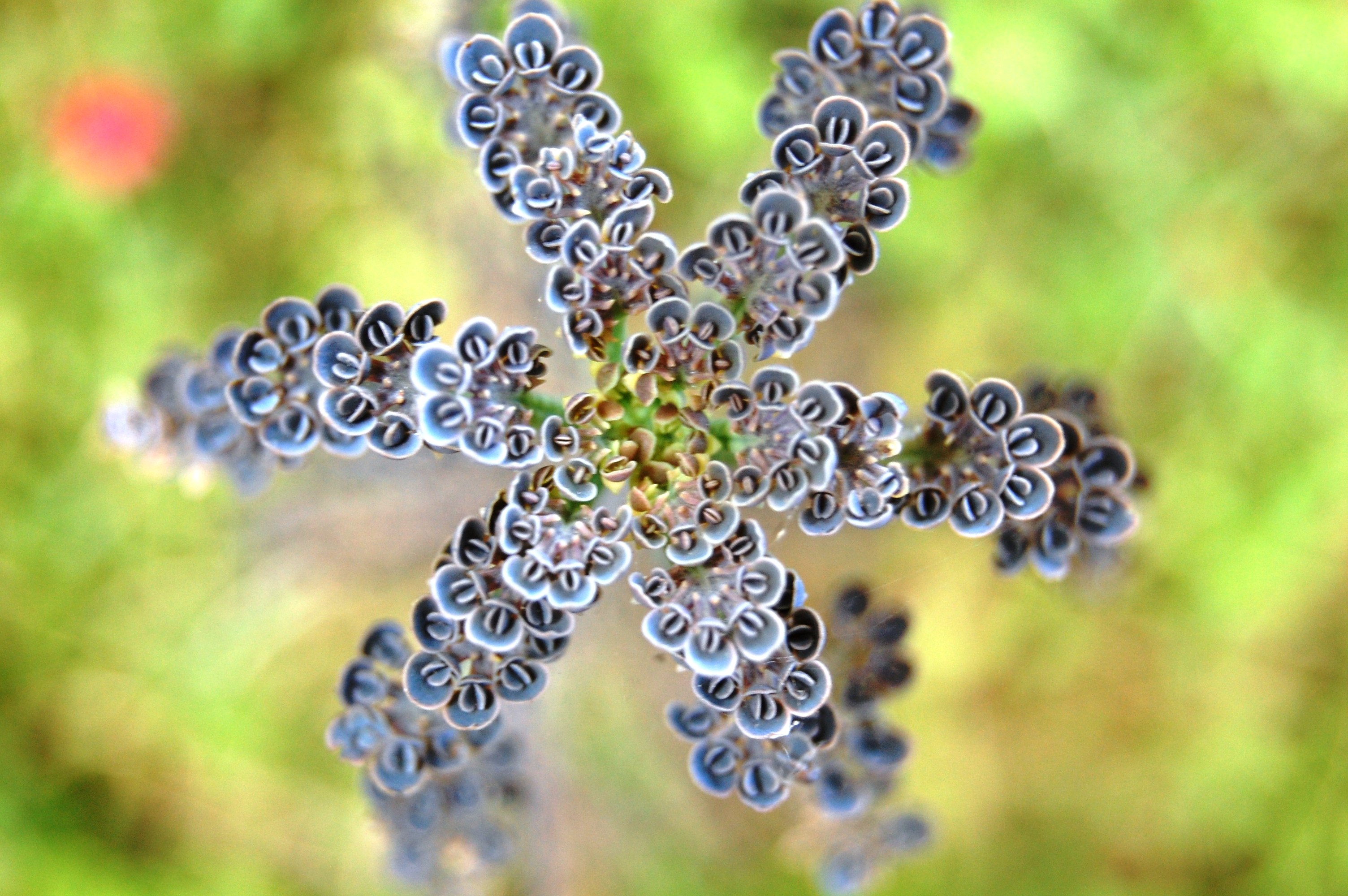
Вівіпарія на каланхое трубкоквітковому (Kalanchoe tubiflora)

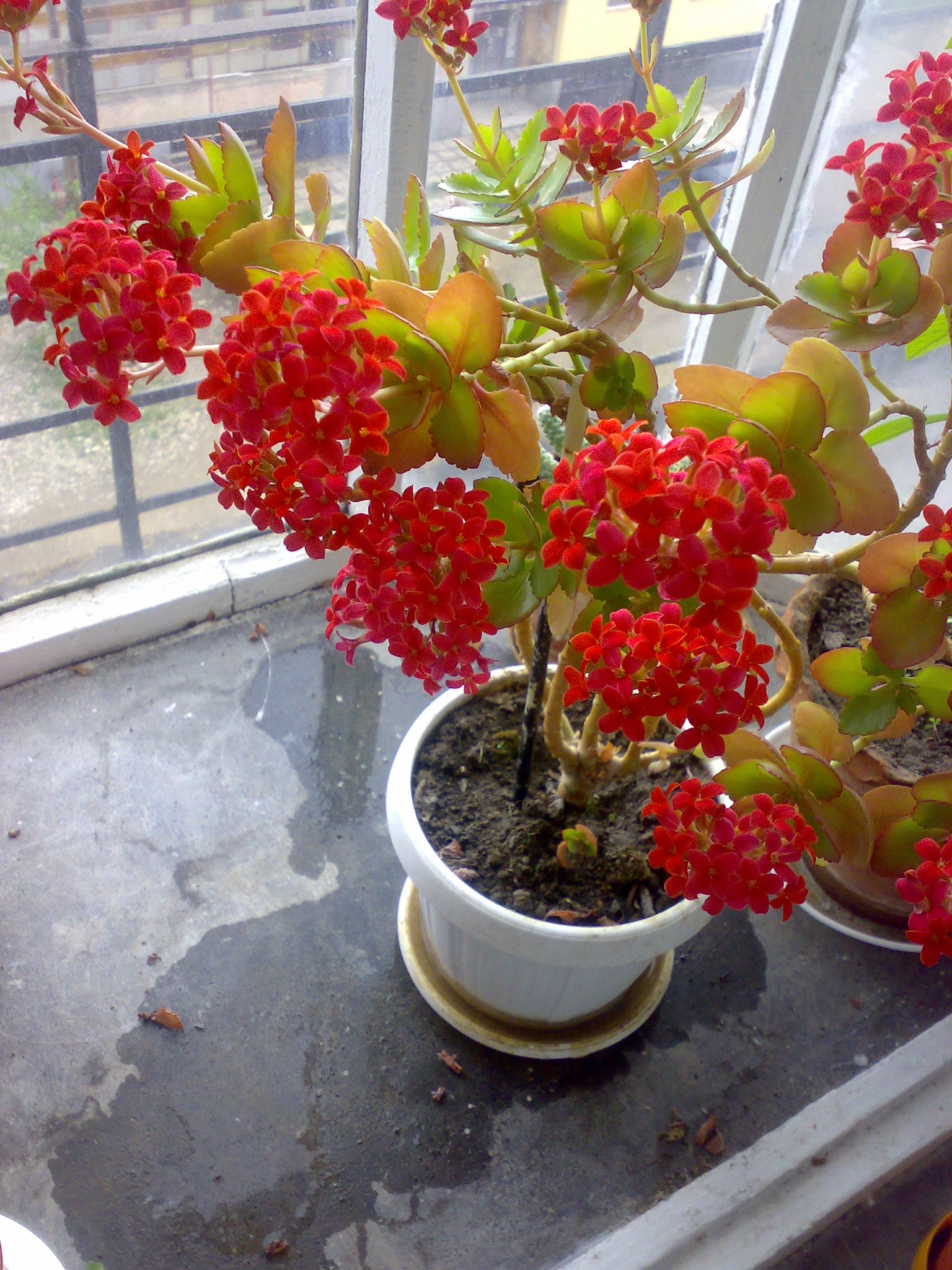
Каланхое Блоссфельда (Kalanchoe blossfeldiana)

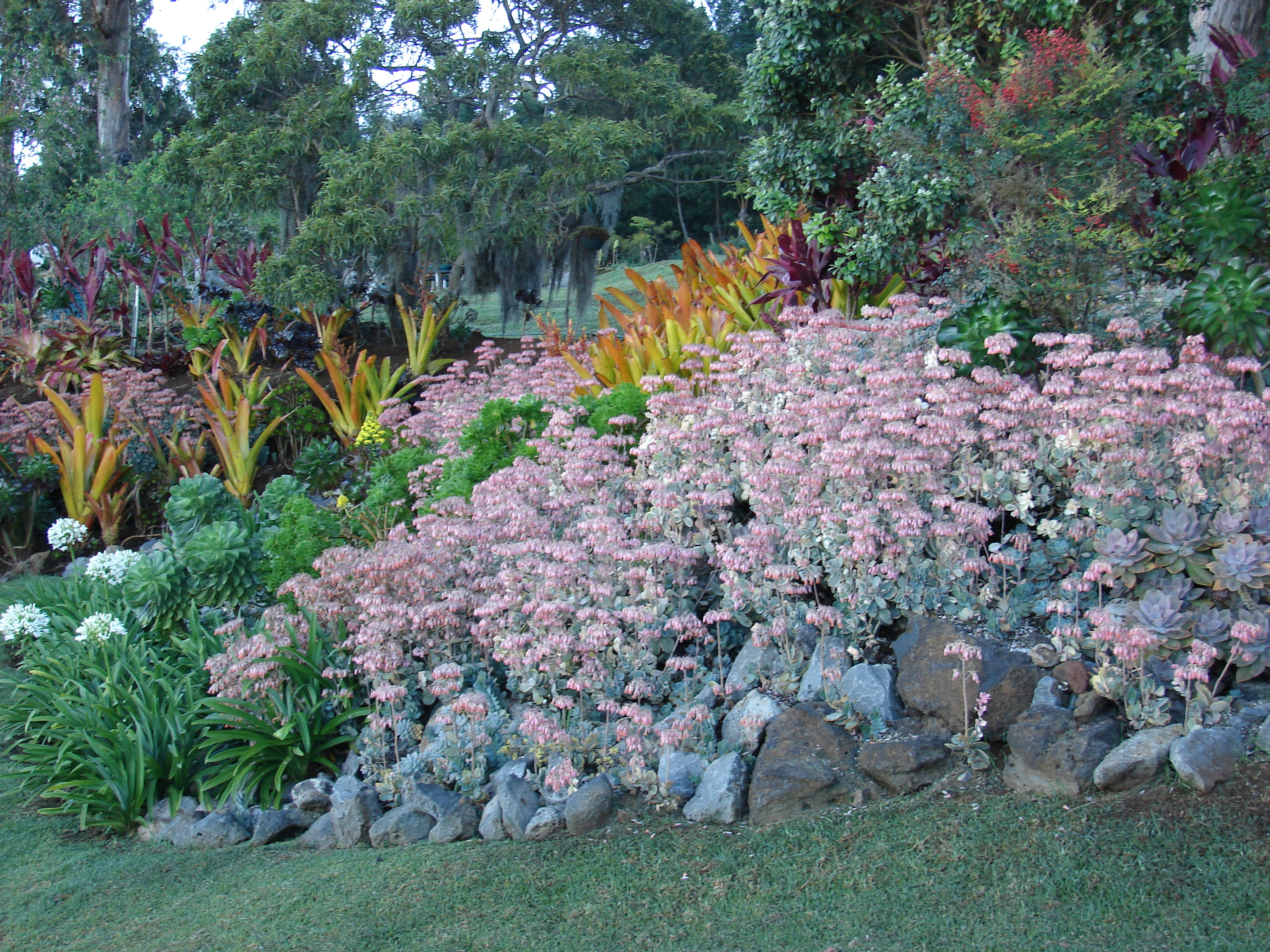
Каланхое Федченко (Kalanchoe fedtschenkoi) на квітковій гірці на острові Мауї, Гаваї

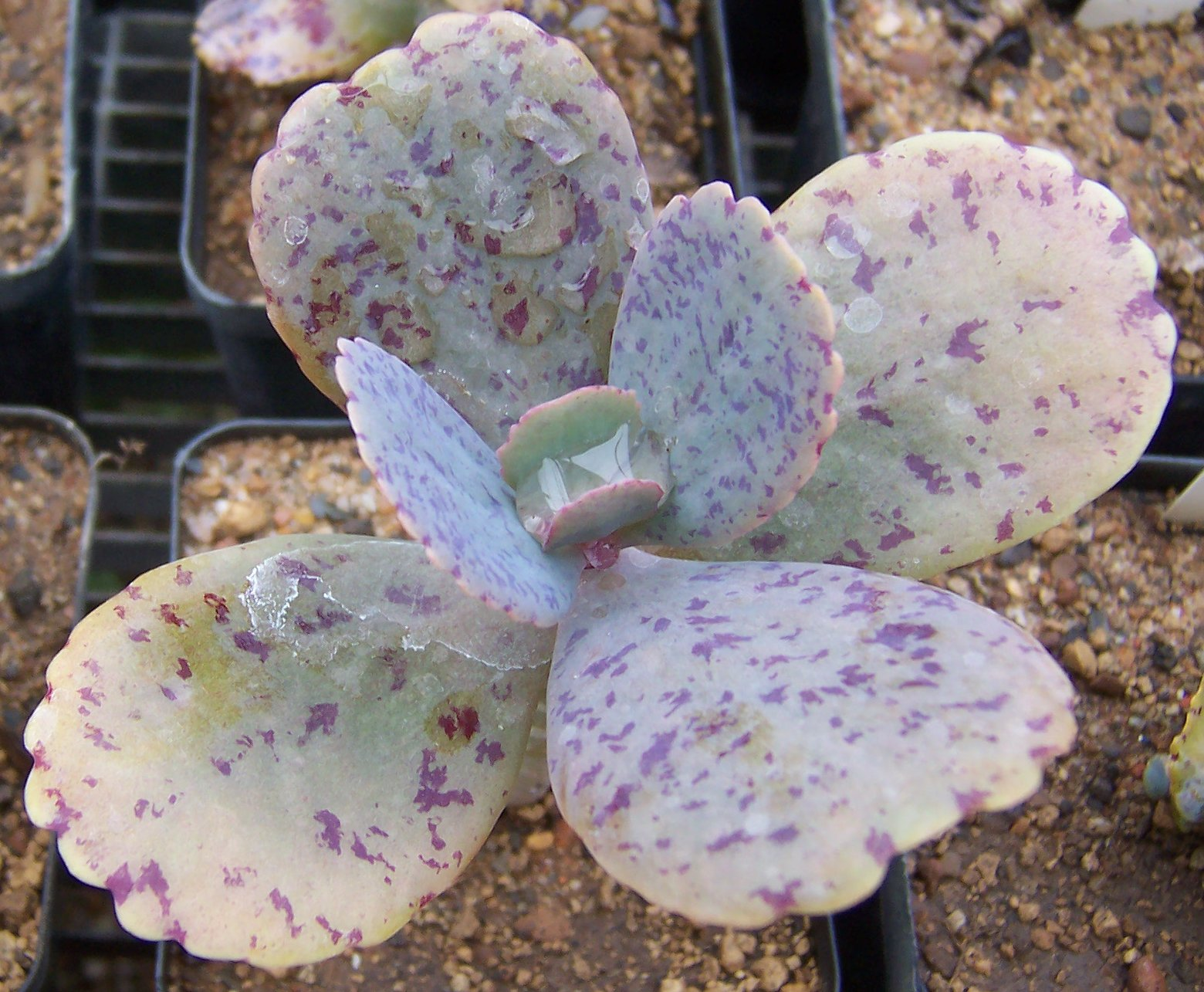
Kalanchoe marmorata

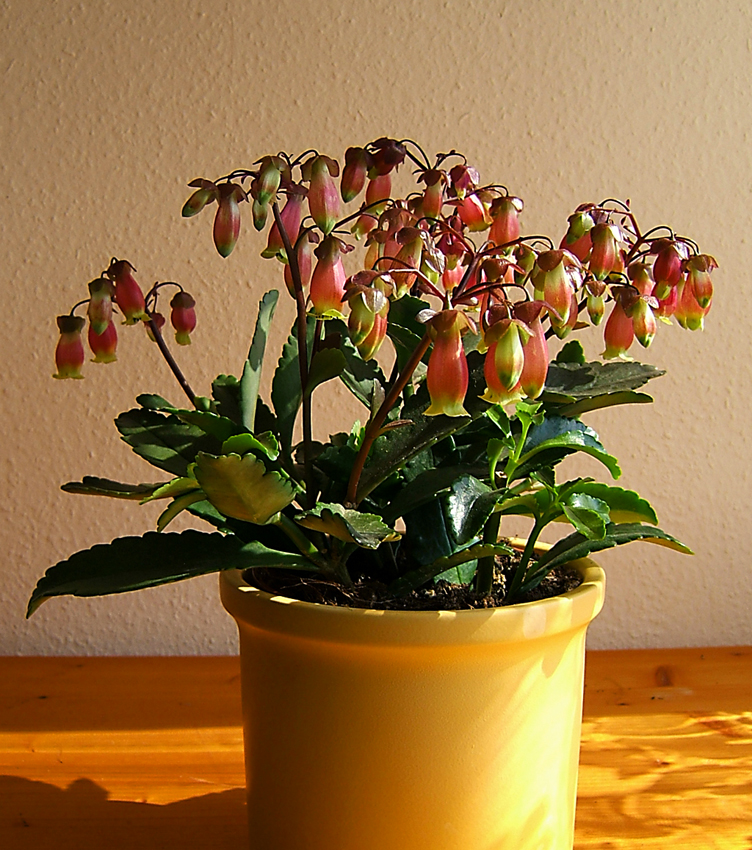
Kalanchoe miniata в культурі

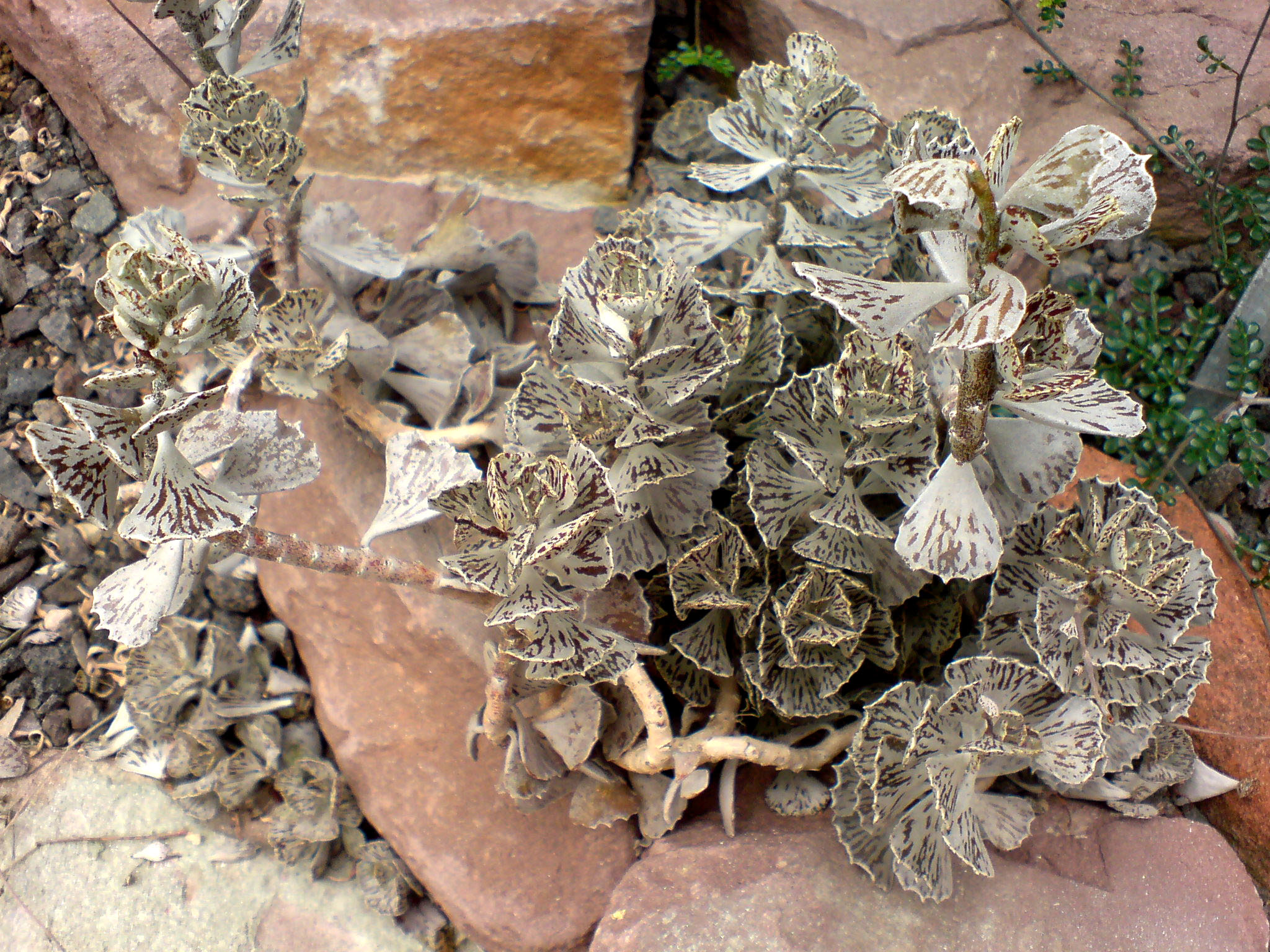
Kalanchoe rhombopilosa в Геттінгенському ботанічному саду

Багато-, дво-, рідше однорічні сукулентні рослини. Має соковиті, прямостоячі, іноді вилягаючі, звисаючі або виткі стебла, які у деяких видів з віком дерев'яніють. Листки — м'ясисті, черешкові чи сидячі, суцільні, рідше лопатеві, перисторозсічені з гладенькою або рівномірно запушеною поверхнею, у деяких видів з воскоподібним налітом. Забарвлення варіює від зеленого до червоного. Існують види з краплистими листям. Деяким видів цього роду притаманне явище вівіпарії — виводкові бруньки утворюються по краю листка між зубчиками, по головній жилці листка або в суцвіттях. Квітки — невеликі, приблизно 1 см в діаметрі, 4-членні, спрямовані догори або звисаючі, зібрані в зонтико-, щитко- і волотеподібні цимозні суцвіття, зрідка одиночні. Віночок — зрослопелюстковий, забарвлений у білий, рожевий, жовтий, помаранчевий, червоний кольори. Плід — багатолистянка.

## Поширення
Рослини цього роду поширені у тропічній та субтропічній Африці, на островах Мадагаскар, Сокотра та Кіпр, в Індокитаї та на Малайському архіпелазі, в тропічних районах Південної Америки.

## Екологія
Зростають на кам'янистих нагір'ях, виходах гнейсів та пісковиків, на схилах гір поблизу річок, деякі види — у вологих тропічних лісах на стовбурах дерев і в щілинах кори.

## Охорона у природі
Два види каланхое: Kalanchoe farinacea і Kalanchoe robusta занесені до Червоного списку Міжнародного союзу охорони природи.

## Застосування

### Декоративні рослини
Як декоративні рослини каланхое були відомі ще наприкінці 19 — початку 20 століття. Вперше ця рослина була доставлена до Європи в 1927 році німецьким торговцем насінням Робертом Блоссфельдом, який згодом представив як кімнатну рослину каланхое Блоссфельда (Kalanchoe blossfeldiana). Завдяки зусиллям данських, американських і голландських селекціонерів, каланхое набув широкої популярності у вісімдесятих роках 20 століття. Їх використовують в поєднанні з іншими сукулентами для створення пейзажних композицій у різноманітних ємностях у зимових садах, а також мініатюрних композицій у керамічному посуді, деякі види вирощують як ампельні рослини у підвісних кашпо. Останнім часом у квіткових магазинах можна зустріти багато сортів красивоквітучих видів каланхое Блоссфельда і Каланхое Мангіна (Kalanchoe manginii). Вони різняться за габітусом та забарвленням квіток, яке варіює від темно-червоного до золотисто-жовтого.
В Україні вирощують каланхое для озеленення приміщень. Найпоширеніші види: Каланхое Блоссфельда (Kalanchoe blossfeldiana), Каланхое повстисте (Kalanchoe tomentosa), Каланхое червоне (Kalanchoe carnea), Каланхое мармурове (Kalanchoe marmorata).

### Лікувальні властивості
В народній медицині багатьох країн здавна використовують сік із свіжих листків каланхое Дегремона (Kalanchoe daigremontiana‎). Ним лікували екзему, різні висипи, нариви, зупиняли кровотечі. Підсушені листки каланхое пірчастого (Kalanchoe pinnata) застосовували при трофічних виразках, опіках та укусах комах.
Деякі види каланхое отруйні для тварин. Відомі випадки загибелі дрібної рогатої худоби після вживання в їжу рослин каланхое трубкоквіткового (Kalanchoe tubiflora).
В Україні в медичній практиці застосовують препарати із соку каланхое пірчастого — сік і мазь. Вони мають протизапальну дію, сприяють швидкому очищенню ран, ними лікують трофічні виразки, опіки, пролежні, хронічні гнійні отити та інші захворювання.

## Утримання в культурі
Культура каланхое не складна, рослини невибагливі, цвітуть взимку або навесні рясно і довго. Їм потрібні світлі, добре провітрювані приміщення, поживний та добре дренований ґрунт. Влітку — рясний полив та підживлення мінеральними та органічними добривами 1 раз на 2 тижні. Корисними будуть оприскування. Від сильного сонця потрібно притінення, тому що можуть з'явитися опіки. Взимку — утримання при температурі 10—15 °C з рідким поливом, але без пересушування, щоб листя не почало всихати. При поливі вода не повинна потрапляти в основу листя та в центр куща, тому що можуть завестись паразитні гриби.
Каланхое добре ростуть у землесуміші такого складу:
- листкова земля — 2 частини,
- дернова земля — 1 частина,
- торф — 1 частина,
- пісок — 1 частина.

Розмножують насінням, стебловими та листковими живцями. Внаслідок швидкого росту, вимагають частого омоложення, коли зрізані верхушки пагонів заново вкорінюють.
Колекція Ботанічного саду імені академіка Олександра Фоміна в Києві представлена 70-ма видами, 5-ма різновидами і 12 сортами.

## Види
За різними джерелами, рід Каланхое налічує від 120 до 200 видів. Деякі з них: